# Deschampsia antarctica
Deschampsia antarctica är ett gräs i tåtelsläktet som är en av endast två blomväxter som är inhemska för Antarktis. Det är ett flerårigt, lågväxande gräs som är tolerant mot låga temperaturer och anpassat till det extrema klimat som råder i Antarktis. Det klarar både att vara fruset under de långa vintrarna och hinner blomma under den korta sommaren. Den andra blomväxten i Antarktis är Colobanthus quitensis.

## Beskrivning
Detta gräs växer tuvat och har smala, rullade blad. Blomställningen är en lös till lite mer sammanhållen vippa, upp till cirka 20 centimeter hög. Ibland kan gräset växa så tätt att det bildas mattor, främst i de delar av utbredningsområdet som har mildare klimat.

## Utbredning
Gräsets utbredning omfattar den västra sidan av Antarktiska halvön, och närliggande ögrupper som Sydorkneyöarna och Sydshetlandsöarna, samt de sydligaste delarna av Sydamerika. På antarktiska halvön växer gräset i olika från varandra genom till exempel glaciärer isolerade områden.